# Takin' Off
Taking' Off е първият албум на джаз пианиста Хърби Хенкок. Реализиран е от Блу Ноут с каталожен номер БСТ 84109 Първото му издание е от 1962 година. На звукозаписните сесии участват Фреди Хъбърд на тромпет и Декстър Гордън на тенор саксофон. Албумът е типичен представител на хард бопа, свидетелство за което са духовите и ритъм секциите. Блусовата Watermelon Man се добира до Топ 100 в поп класациите, а по-късно се превръща в джаз стандарт. Takin' Off е определян като „един от най-завършените и поразяващи дебюти в хрониките на джаза“. Получава ново издание с три алтернативни варианта през 1996 година под формата на компактдиск, както и през 2007 година, когато е ремастериран от Руди Ван Гелдър. В последното са поместени неиздавани бележки, написани от Боб Блументал.